# Duroc (rasa świni)

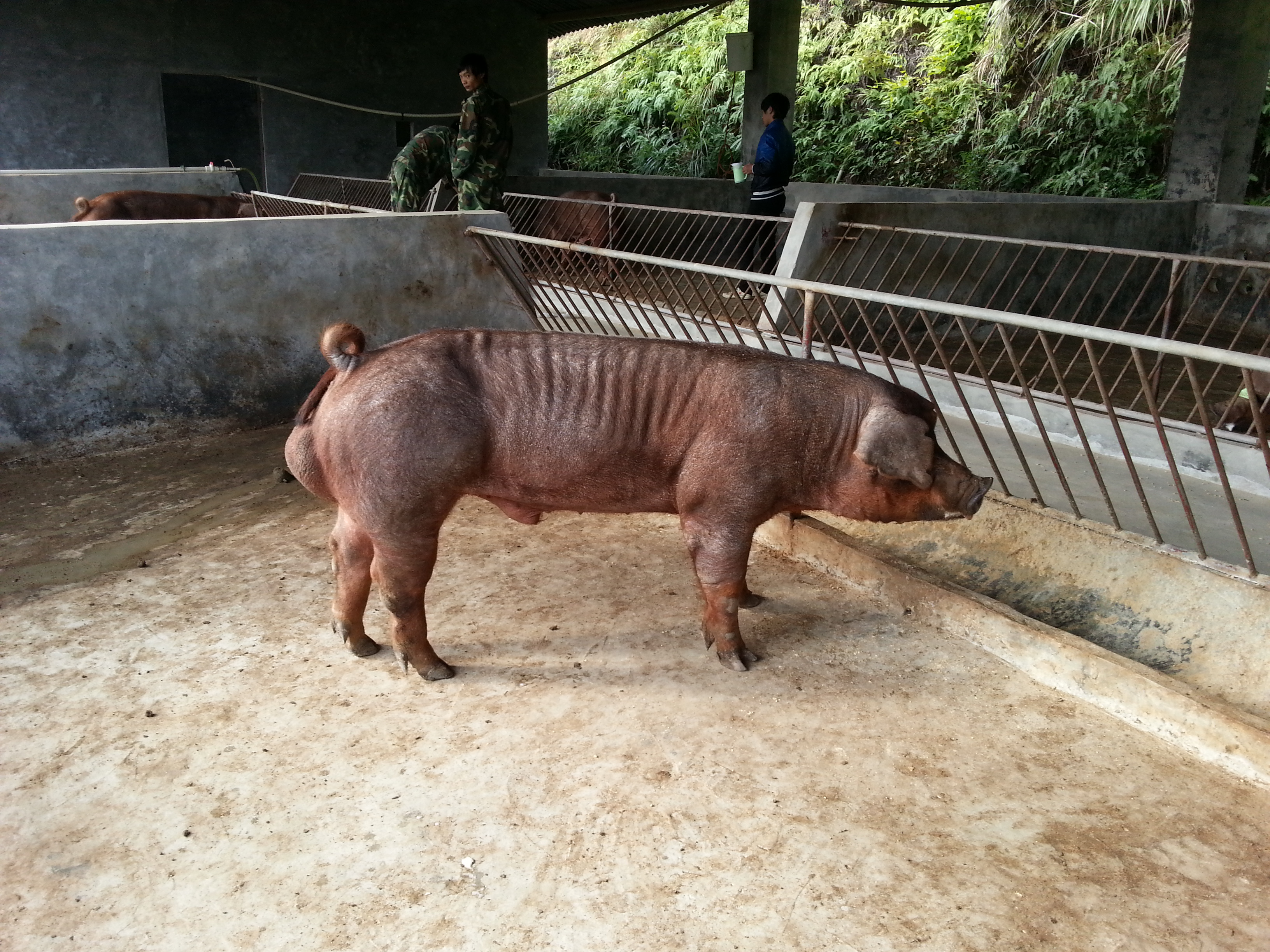
Świnia rasy duroc

Duroc – rasa świni domowej.

## Historia
Rasa pochodzi z USA.

## Charakterystyka
Rasa ma bardzo dobrą użytkowość tuczną i rzeźną, a także parametr wykorzystania paszy. Szybko rośnie, charakteryzuje się małym otłuszczeniem i dużą zawartością mięsa w tuszy. Zwierzęta te są odporne na warunki środowiskowe i posiadają znakomite uwarunkowania adaptacyjne. Jakość mięsa jest ponadprzeciętnie dobra. 
Knury przeznaczane są na ojców do krzyżowania towarowego, stanowiąc istotny komponent w większości programów krzyżowniczych, zwłaszcza na wysokojakościowych rynkach zbytu. 

## Wzorzec rasy
Wzorzec o następujących cechach:
- głowa średniej wielkości, krótka,
- uszy średniej wielkości (⅔ do ¾ jest załamane i opada ku przodowi),
- tułów mocny, średniej długości, o grzbiecie lekko karpiowatym,
- sutki – co najmniej 12, z dopuszczalną asymetrią jednego z nich, sutki kraterowe są niedopuszczalne,
- nogi najczęściej wysokie, proste o nieco stromych pęcinach,
- umaszczenie o różnych odcieniach brązu, od jasnozłotego po mahoniowy[1].